# هسو چیه-یو
هسو چیه-یو (انگلیسی: Hsu Chieh-yu؛ زادهٔ ۱۴ ژانویهٔ ۱۹۹۲) تنیس‌باز زن اهل چین است.
وی در مسابقات کشوری و بین‌المللی در مجموع برندهٔ ۱ مدال طلا، ۱ مدال نقره شده‌است.